# Arsyadjuliandi Rachman

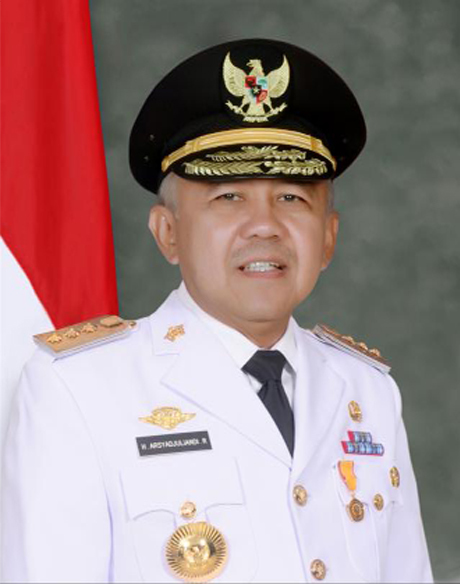
Arsyadjuliandi Rachman (26. Mai 2016)

Hāddsch Arsyadjuliandi Rachman (* 8. Juli 1960 in Pekanbaru, Riau, Sumatra) ist ein indonesischer Politiker der Partei der funktionalen Gruppen Golkar (Partai Golongan Karya), der unter anderem zwischen 2014 und 2018 Gouverneur der Provinz Riau war und seit 2019 Mitglied des Volksvertretungsrates der Republik Indonesien DPR-RI (Dewan Perwakilan Rakyat Republik Indonesia) ist.

## Leben
Arsyadjuliandi Rachman, Sohn von Rachman Syafei und dessen Ehefrau Asma Hasan, besuchte von 1966 bis 1972 die Grundschule in seinem Geburtsort Pekanbaru, zwischen 1972 und 1975 die Mittelschule in Bukittinggi sowie von 1977 bis 1980 die Naturwissenschaftliche Oberschule in Yogyakarta. 1981 begann er ein Studium der Agrarökonomie an der Universitas Sebelas Maret in Surakarta, welches er 1985 mit Bachelor of Agricultural economics beendete. Während seines Studiums war er zwischen 1983 und 1985 auch Verwaltungsangestellter der Landwirtschaftlichen Fakultät der UNS. Nach Abschluss seines grundständigen Studiums begann er 1985 ein postgraduales Studium im Fach Marketing an der Oklahoma City University und schloss dieses 1987 mit einem Master of Marketing ab.
Nach seiner Rückkehr begann Rachman seine berufliche Laufbahn in der Wirtschaft und war zwischen 1988 und 2003 Geschäftsführer der Perseroan Terbatas PT Riau Muda Jasarana. Daneben engagierte er sich von 1989 bis 1992 als Generalvorsitzender des Indonesischen Verbandes junger Unternehmer HIPMI (Himpunan Pengusaha Muda Indonesia) in der Provinz Riau und war zugleich zwischen 1991 und 1996 Generalschatzmeister des Verbandes indonesischer muslimischer Gelehrter ICMI (Ikatan Cendekiawan Muslim Indonesia) in dieser Provinz. Er war des Weiteren zwischen 1992 und 2014 Geschäftsführer des Unternehmens PT Remuindo und fungierte zudem von 1993 bis 1998 als Vorsitzender einer Zweigstelle des Regionalen Repräsentantenrates DPD (Dewan Perwakilan Daerah) der Partei der funktionalen Gruppen Golkar (Partai Golongan Karya) in der Provinz Riau sowie zwischen 1996 und 2001 als Schatzmeister des Nationalen Verbandes der Öl- und Gasunternehmer HISWANA MIGAS (Himpunan Wiraswasta Nasional Minyak dan Gas). Er war ferner zwischen 1999 und 2004 Geschäftsführer von PT Sarana Development Riau sowie von 1999 bis 2019 Geschäftsführer von PT Riau Muda Jasaguna und des Weiteren seit 2004 Vorstandsvorsitzender der Riau Muda Group.

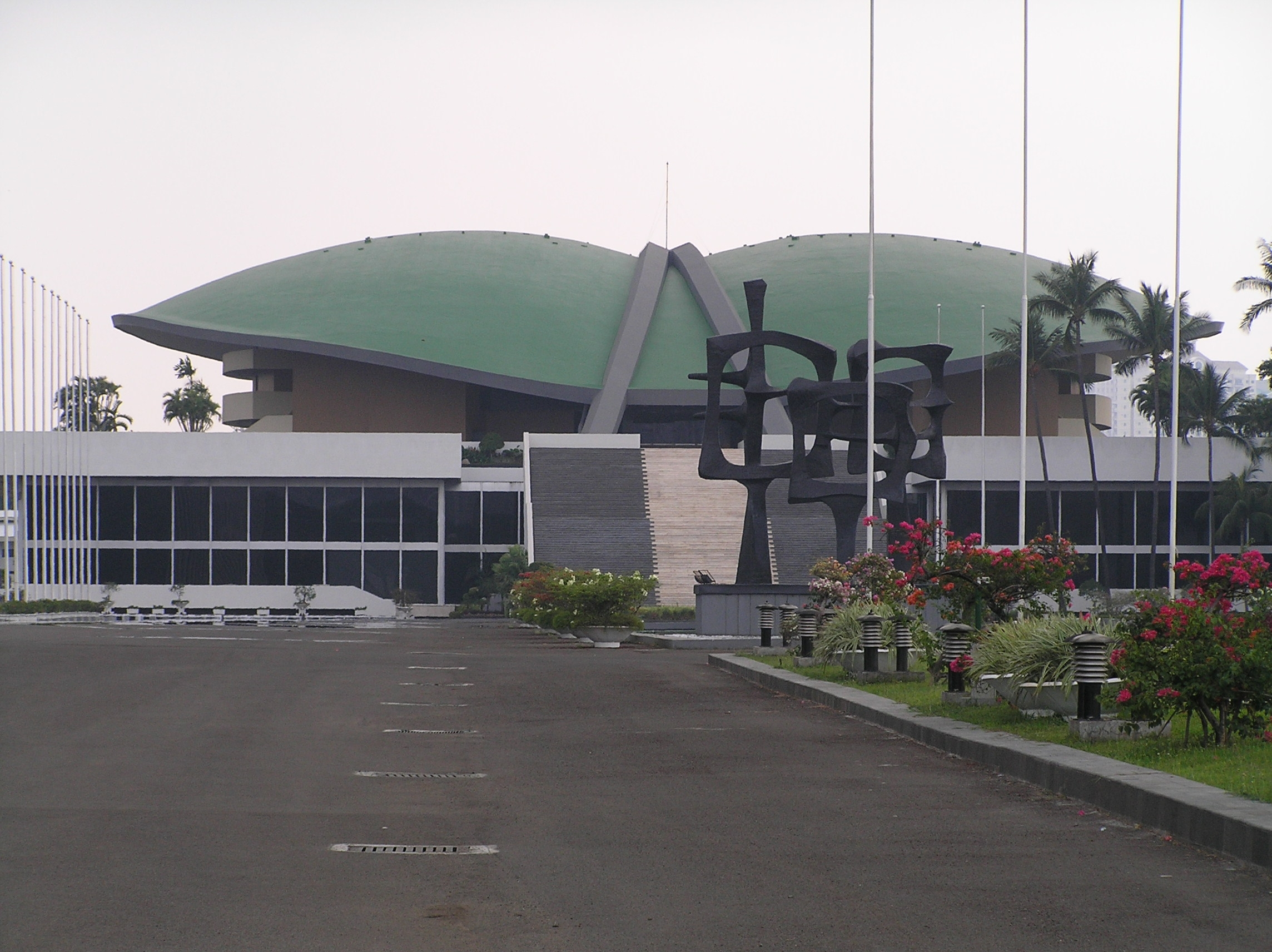
Das Gebäude des Volksvertretungsrates der Republik Indonesien, deren Mitglied er ist.

Als Nachfolger von Mambang Mit wurde Arsyadjuliandi Rachman am 19. Februar 2014 zunächst stellvertretender Gouverneur der Provinz Riau und verblieb auf diesem Posten bis zum 26. September 2014, woraufhin Wan Thamrin Hasyim ihn ablöste. Am 25. September 2014 wurde er für Annas Maamun zunächst kommissarischer Gouverneur der Provinz und übernahm das Amt von Maamun am 25. Mai 2016 offiziell. Er bekleidete das Amt des Gouverneurs bis zum 20. September 2018 und wurde auch in dieser Position von Wan Thamrin Hasyim abgelöst.
Bei der Wahl am 17. April 2019 wurde Rachman als Kandidat der Partei der funktionalen Gruppen Golkar (Partai Golongan Karya) im Wahlkreis RIAU I erstmals Mitglied des Volksvertretungsrates der Republik Indonesien DPR-RI (Dewan Perwakilan Rakyat Republik Indonesia) und gehört diesem seither an. In der bis 2024 dauernden Legislaturperiode ist er Mitglied der Kommission II, die für Inneres, Staatssekretariat und Wahlen zuständig ist.